# Stadio Romeo Menti
Lo stadio comunale Romeo Menti è un impianto calcistico di Vicenza.
Sorge sulla riva sinistra del fiume Bacchiglione nel quartiere di Borgo Casale-Stadio, poco distante dal centro della città.
Lo stadio è sede degli incontri interni della squadra di calcio professionistica del L.R. Vicenza.

## Storia

### Gli inizi

L'ingresso del campo alla metà degli anni trenta. Notare la scritta "Campo sportivo del Littorio". Oggi da qui si accede agli Uffici del e alla zona VIP della tribuna coperta

Lo stadio fu costruito dopo la delibera comunale del 27 marzo 1934 nelle vicinanze del vecchio campo di Borgo Casale, che dal 1911 al 1915 fu il terreno delle partite casalinghe della squadra berica e andò distrutto durante la prima guerra mondiale (dal 1919 al 1935 il L.R. Vicenza utilizzò il campo di San Felice, sito a fianco del Bar Sartea). Il progetto venne redatto dall'Ing. Tullio Pedrina dell'Ufficio Tecnico Comunale, mentre il direttore dei lavori fu il Geom. Zanardo, questi ultimi eseguiti dall'Impresa "Società Ghiaia Astico". Ultimati i lavori il 31 agosto 1935, il nuovo stadio fu inaugurato (con il nome di "Campo Sportivo del Littorio") in occasione della sagra dei Oto, festa patronale della Madonna di Monte Berico, l'8 settembre di quell'anno. Per l'occasione si affrontarono il Vicenza e gli ungheresi del Soroksar, sfida in cui prevalsero i biancorossi che schieravano per la prima volta il fresco sedicenne (li aveva compiuti da appena 3 giorni) Romeo Menti all'ala destra, fratello minore di Umberto e di Mario, entrambi ugualmente giocatori del Vicenza.
Danneggiato e reso impraticabile dai bombardamenti della seconda guerra mondiale, nel settembre del 1945 ritorna praticabile il terreno di gioco, grazie al lavoro del comune e di molti volontari. Nel 1949 il consiglio comunale di Vicenza deliberò di intitolare lo stadio al già citato Romeo Menti, concittadino calciatore nel frattempo transitato al Grande Torino e morto nella tragedia di Superga del 4 maggio di quell'anno.

La tribuna coperta originaria in una foto della metà degli anni trenta, vista dall'attuale settore dei "distinti". Notare sulla destra l'ingresso al campo

Agli inizi degli anni cinquanta la capienza raggiunse i 17 000 posti, tramite la demolizione della pista d'atletica e la costruzione delle parterre, al posto d'essa. Nel 1960 venne installato l'impianto d'illuminazione del campo, mentre nel 1967 venne avviata una ristrutturazione che contemplava la costruzione del secondo anello dei distinti, delle curve e dei settori laterali. Al termine dei lavori si toccarono i 33 000 posti disponibili, capienza che verrà mantenuta per tutti gli anni ottanta.

### Lo stadio delLanerossi Vicenza
Nel corso degli anni successivi lo stadio subisce varie migliorie e restauri, soprattutto quando la società prende (a seguito del nuovo assetto societario) il nome di Lanerossi Vicenza. La scritta della nuova proprietà e la "R" annodata, simbolo dell'industria di Schio, comparvero allora a lettere cubitali sopra gli spalti e nelle tinteggiature esterne dello stadio.

L.R. Vicenza-Juventus del 22 gennaio 1978(0-0); la partita con il record storico di spettatori al "Menti" (31023 presenze).

Nella partita L.R. Vicenza-Juventus del 22 gennaio 1978 (risultato 0-0) il "Menti" raggiunge il record storico di spettatori con 31 023 presenze e un incasso di 203 milioni e 310 000 lire dell'epoca. Sono gli anni di Paolo Rossi e dello storico secondo posto della squadra biancorossa in Serie A.

### Anni '90
Nei primi anni novanta nuovi lavori di ristrutturazione portano al rifacimento del settore Distinti, ad eliminare le parterre e a ridurre, secondo le nuove norme, la capienza a 20.920 spettatori. L'11 novembre 1989 il "Menti" ospitò l'unica partita finora giocata a Vicenza dalla nazionale italiana maggiore. La partita, un'amichevole di preparazione ai mondiali di calcio Italia 90, vide la vittoria dell'Italia di Azeglio Vicini per 1-0 contro l'Algeria, con rete del veneto Aldo Serena al 74'. All'incontro assistettero sugli spalti del Menti 24.990 spettatori.
Successivi lavori comportarono la rimozione dei pilastri metallici della vecchia copertura della tribuna centrale (unico settore coperto) che ostacolavano le riprese televisive, l'installazione dei seggiolini nei distinti e la realizzazione della nuova "curva azzurra", una sorta di "tribuna famiglia" (settore ad angolo tra la curva sud e la tribuna centrale).

### Anni duemila e duemiladieci
L'adeguamento della struttura al decreto Pisanu (2007) vide la posa dei tornelli d'accesso ed il potenziamento della videosorveglianza. Un'altra tornata di interventi di mantenimento sul sempre più malconcio impianto porta infine, nell'estate 2010, all'eliminazione della "Curva Azzurra" e a una capienza "ufficiale" definitiva omologata di 12.200 posti.

La Curva Nord dello stadio Menti occupata dai tifosi della Cremonese il 14 giugno 1987.

Dal 2011 anche la seconda squadra della città, il Real Vicenza ha giocato le sue partite al Menti, prima di cessare l'attività con la prima squadra nel 2015.
In ottobre 2012 prende il via l'iniziativa Un calcio alle barriere, con la quale si progetta di rimuovere le ringhiere metalliche davanti alla Tribuna Centrale e la Curva Azzurra e riqualificare la Curva Azzurra rendendola omologata per l'accesso libero dei tifosi diversamente abili, unico stadio della Serie B con questa caratteristica. Per la realizzazione verrà usato anche il 10% dei ricavati del derby Vicenza-Padova del 14 ottobre 2012.
Il 21 settembre 2013 i tifosi partecipano a Diamo una mano al Menti, iniziativa che ha visto la ricolorazione della struttura esterna, con la partecipazione dei giocatori e del sindaco Achille Variati.
Il 5 aprile 2014 lo Stadio Romeo Menti di Vicenza ospita la partita di qualificazione per la nazionale di calcio femminile Italia-Spagna, valida per l'accesso ai campionati del mondo 2015 in Canada.
Tra il novembre 2014 e l'estate 2015, lo stadio subisce dei consistenti lavori di ristrutturazione, i quali hanno portato alla rimozione della rete para-palloni in Curva Sud (che ostacolava la visibilità), l'impermeabilizzazione della Curva Sud e del settore Distinti; sempre in quest'ultimo, sono stati installati dei nuovi seggiolini con schienale, con colori bianco e rosso. Il 20 aprile 2015 viene riaperta la Curva Azzurra, portando la capienza a oltre 13 000 posti.
Infine, nel 2018, nell'ingresso principale dello stadio è stata realizzata Casa Vicenza, un'area hospitality aperta durante le partite dei biancorossi e per eventi societari. Complessivamente, tra il 2014 e il 2018, sono stati spesi più di 1 150 000 euro, spartiti tra privati e comune, per la manutenzione dell'impianto.

### Anni duemilaventi

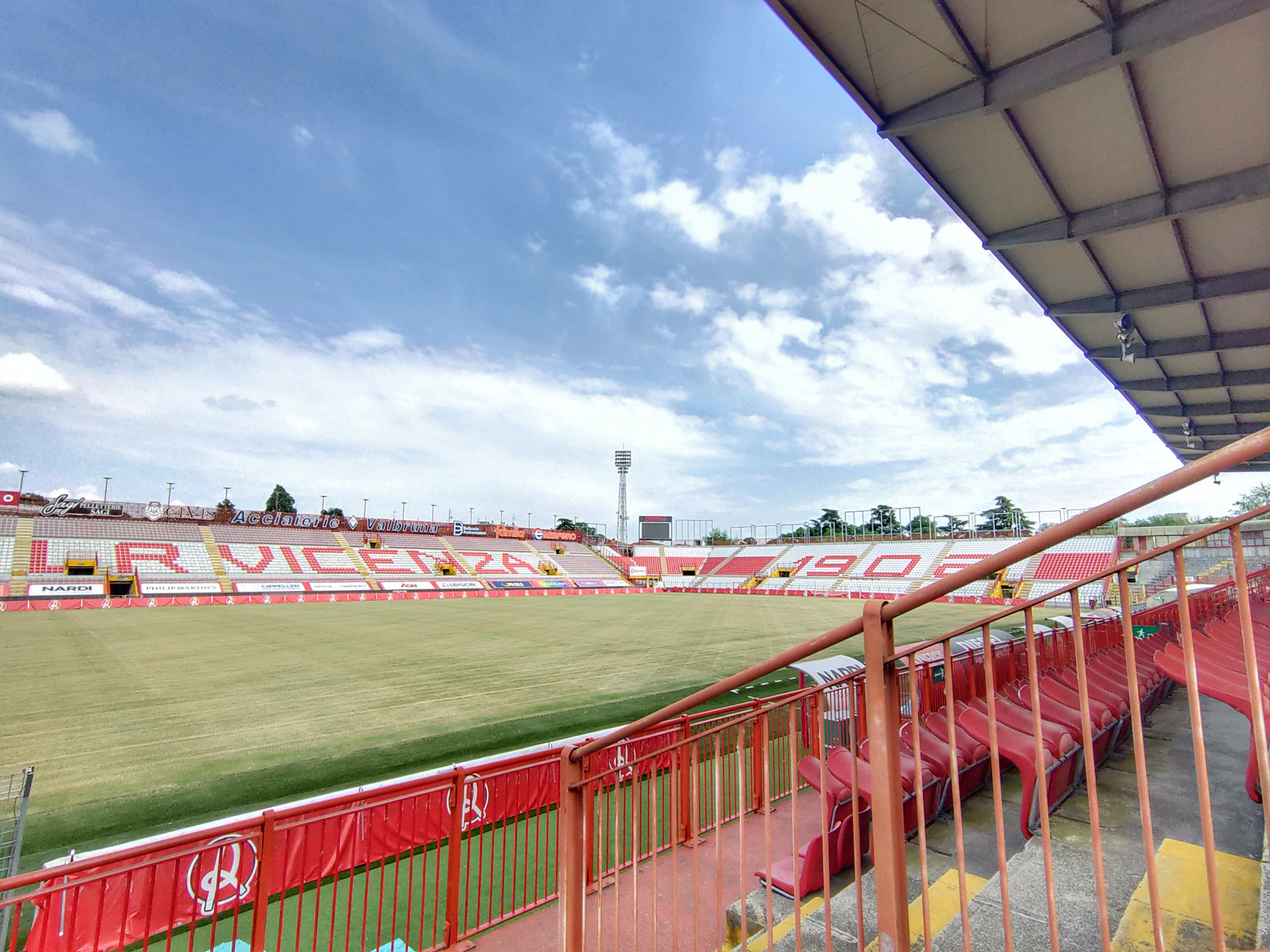
Visuale sul campo del Menti nel 2021, dallo spazio al lato sinistro della tribuna centrale

Negli ultimi anni sono stati fatti nuovi investimenti sull'impianto, alcuni dei quali molto attesi. Si è provveduto alla sostituzione del maxischermo (posizionato tra curva sud e distinti) che era spento da decenni e coperto da un telo, è stato riqualificato lo shop biancorosso (che negli anni precedenti era stato chiuso), si è provveduto al rifacimento del manto erboso e a completare il posizionamento dei seggiolini nelle due curve (come previsto dalla normativa per gli stadi di serie A e B). 
 Anche in questo caso vengono scelti seggiolini bianchi e rossi, posizionati in modo tale da formare la scritta 1902 in Curva sud, L R VICENZA nei Distinti (già provvisti di seggiolini che però sono stati risistemati) e la R del Lanerossi in Curva Nord.
A settembre 2021 viene cambiato l'indirizzo dello stadio da Via Schio 21 a Largo Paolo Rossi 9 a seguito dell'intitolazione dello spazio antistante il portone principale all'indimenticato giocatore, molto legato alla città. Il 9 marzo 2023 viene qui inaugurata una statua in bronzo raffigurante il calciatore, ideata dall'artista Domenico Sepe.

## Caratteristiche

Panoramica dell'impianto nel 2012.

Al suo interno lo stadio ospita anche una palazzina dove hanno sede gli Uffici e la Presidenza del L.R. Vicenza mentre gli Ultras del Vicenza utilizzano la Curva Sud per sostenere la squadra; ai tifosi ospiti è riservata la dirimpettaia Curva Nord.
Nonostante la sua età, il "Menti" è uno dei pochi impianti calcistici italiani che offra un'ottima visuale del campo di gioco grazie alla vicinanza degli spalti al campo, distanza paragonabile a quella degli stadi inglesi "classici". Anche il terreno di gioco vero e proprio è degno di nota per la qualità costruttiva e la tenuta in caso di pioggia, quest'ultima ottima e di gran lunga superiore rispetto a campi più blasonati.
La capienza è di 17 163 posti a sedere, ma quella omologata è di 13 173 posti così sommariamente suddivisa:
| Settore          | Capienza |
| ---------------- | -------- |
| Distinti         | 4 490    |
| Curva Azzurra    | 1 049    |
| Curva Nord       | 1 300    |
| Curva Sud        | 3 988    |
| Tribuna Centrale | 2 346    |

## Incontri calcistici di rilievo

### Incontri del Vicenza

#### Finali di coppe
| Data           | Incontro                         | Risultato | Competizione            |
| -------------- | -------------------------------- | --------- | ----------------------- |
| 16 giugno 1982 | Lanerossi Vicenza - Campobasso   | 3 - 1     | Coppa Italia di Serie C |
| 29 maggio 1997 | Vicenza - Napoli                 | 3 - 0     | Coppa Italia            |
| 11 aprile 2023 | L.R. Vicenza - Juventus Next Gen | 3 - 2     | Coppa Italia di Serie C |

#### Incontri internazionali
| Data              | Incontro                                | Risultato | Competizione                                 |
| ----------------- | --------------------------------------- | --------- | -------------------------------------------- |
| 23 marzo 1970     | Lanerossi Vicenza - West Bromwich       | 1 - 0     | Coppa Anglo-Italiana                         |
| 12 aprile 1970    | Lanerossi Vicenza - Middlesbrough       | 2 - 2     | Coppa Anglo-Italiana                         |
| 16 febbraio 1971  | Lanerossi Vicenza - Radnički Kragujevac | 3 - 0     | Coppa Mitropa                                |
| 5 aprile 1971     | Lanerossi Vicenza - Austria Salisburgo  | 3 - 2     | Coppa Mitropa                                |
| 6 marzo 1972      | Lanerossi Vicenza - Birmingham City     | 0 - 0     | Coppa Anglo-Italiana                         |
| 26 aprile 1972    | Lanerossi Vicenza - Blackpool           | 0 - 2     | Coppa Anglo-Italiana                         |
| 20 novembre 1974  | Lanerossi Vicenza - Vorwerk Vorarlberg  | 3 - 0     | Coppa Mitropa                                |
| 5 aprile 1974     | Lanerossi Vicenza - Tatabánya           | 3 - 2     | Coppa Mitropa                                |
| 16 settembre 1978 | Lanerossi Vicenza - Dukla Praga         | 1 - 1     | Coppa UEFA                                   |
| 18 settembre 1997 | Vicenza - Legia Varsavia                | 2 - 0     | Coppa delle Coppe Primo Turno - Andata       |
| 11 dicembre 1997  | Vicenza - Šachtar                       | 2 - 1     | Coppa delle Coppe Secondo Turno - Ritorno    |
| 19 marzo 1998     | Vicenza - Roda JC                       | 5 - 0     | Coppa delle Coppe Quarti di finale - Ritorno |
| 2 aprile 1998     | Vicenza - Chelsea                       | 1 - 0     | Coppa delle Coppe Semifinale - Andata        |

#### Incontri della nazionale italiana
Lo stadio Romeo Menti è stato sede di un incontro amichevole della nazionale di calcio dell'Italia, disputato l'11 novembre 1989 contro l'Algeria e terminato con il punteggio di 1-0 in favore degli Azzurri.

#### Altre nazionali
| Data             | Incontro            | Risultato | Competizione                                                 |
| ---------------- | ------------------- | --------- | ------------------------------------------------------------ |
| 12 ottobre 1977  | Italia - Portogallo | 4 - 1     | Qualificazioni Europei 1978 U21                              |
| 7 settembre 1995 | Italia - Slovenia   | 1 - 0     | Qualificazioni Europei 1996 U21                              |
| 7 ottobre 2005   | Italia - Slovenia   | 1 - 0     | Qualificazioni Europei 2006 U21                              |
| 5 aprile 2014    | Italia - Spagna     | 0 - 0     | Qualificazioni Mondiali femminili 2015                       |
| 13 ottobre 2015  | Italia - Irlanda    | 1 - 0     | Qualificazioni Europei 2017 U21                              |
| 2 settembre 2016 | Italia - Serbia     | 1 - 0     | Qualificazioni Europei 2017 U21                              |
| 7 settembre 2021 | Italia - Montenegro | 1 - 0     | Qualificazioni al campionato europeo di calcio Under-21 2023 |
| 29 ottobre 2024  | Italia - Spagna     | 1 - 1     | Amichevole                                                   |

## Attività extracalcistiche

### Ciclismo
Lo stadio Menti è stato punto di arrivo e di partenza di una tappa del Giro d'Italia 1950.
| Tappa | Data      | Percorso          | km  | Vincitore di tappa | Leader cl. generale |
| ----- | --------- | ----------------- | --- | ------------------ | ------------------- |
| 8ª    | 1º giugno | Brescia > Vicenza | 214 | Hugo Koblet        | Hugo Koblet         |
| 9ª    | 2 giugno  | Vicenza > Bolzano | 272 | Gino Bartali       | Hugo Koblet         |

### Football americano
Lo Stadio Romeo Menti è stato selezionato per ospitare le finali dei campionati italiani di football americano 2017.
| Data          | Incontro                                | Risultato | Competizione                              |
| ------------- | --------------------------------------- | --------- | ----------------------------------------- |
| 7 luglio 2017 | Underdogs Bologna - One Team Verona     | 14 - 34   | V Rose Bowl Italia - Campionato femminile |
| 7 luglio 2017 | Sentinels Isonzo - Sharks Palermo       | 17 - 14   | XVIII NineBowl - Terza Divisione          |
| 8 luglio 2017 | I Divisione - II Divisione              | 20 - 3    | KPro All Star Game                        |
| 8 luglio 2017 | Rhinos Milano - Seamen Milano           | 29 - 37   | XXXVII Italian Bowl - Prima Divisione     |
| 9 luglio 2017 | Panthers Parma - Pink Elephants Catania | 26 - 12   | Coppa Italia di flag football femminile   |
| 9 luglio 2017 | Cleavers Cavriago - Refoli Trieste      | 27 - 21   | Coppa Italia di flag football maschile    |
| 9 luglio 2017 | Blackbills - Hogs Reggio Emilia         | 35 - 29   | XXIV Silver Bowl - Seconda Divisione      |

### Concerti
| Data             | Artista          | Tour                                  |
| ---------------- | ---------------- | ------------------------------------- |
| 27 giugno 1985   | Claudio Baglioni | Notti di Note - La vita è adesso Tour |
| 16 giugno 1991   | Lucio Dalla      | Cambio Tour                           |
| 8 settembre 1987 | Eros Ramazzotti  |                                       |
| 16 luglio 2002   | Oasis            | Heathen Chemistry Tour                |

## Altri eventi

Elena Sofia Ricci e Ugo Tognazzi nella tribuna dello Stadio Romeo Menti durante le riprese del film del 1987 Ultimo minuto.

- Il 9 settembre 1984, al "Menti", si svolse la cerimonia della consegna delle "drappelle" al ricostituito battaglione "Col Moschin", alla presenza del Ministro della difesa Giovanni Spadolini.
- Nel 1987 allo stadio venne girato il film Ultimo minuto[17][18][19] diretto da Pupi Avati, e interpretato da Ugo Tognazzi, Elena Sofia Ricci, Marco Leonardi e Diego Abatantuono; il Vicenza, lo Stadio Romeo Menti e la tifoseria della Curva Sud sono accreditati nei titoli di coda.[20] In questa pellicola sia l'interno e l'esterno dello stadio vennero utilizzati come location per girare le riprese. I colori biancorossi della squadra protagonista del film e alcune caratteristiche ricollegano al Vicenza, emblema della classica squadra di provincia del calcio nazionale di quegli anni. Le riprese della curva vicentina vennero effettuate il 26 aprile 1987 durante la partita Vicenza-Cesena.[21] Lo stadio è riconoscibile anche per la presenza degli striscioni biancorossi degli ultrà vicentini e del cartellone pubblicitario Pal Zileri collocato sopra al centro della Curva Sud.
- Durante i Mondiali di calcio del 1990, svoltisi in Italia, al "Menti" si allenò la Nazionale spagnola che alloggiava ad Arcugnano, comune dell'hinterland di Vicenza.
- Il 7 settembre 1991 lo stadio ospitò l'incontro tra i giovani e papa Giovanni Paolo II durante la sua visita in città.
- L'11 dicembre 2020 il feretro del calciatore Paolo Rossi venne portato all'interno dello stadio dove venne allestita la camera ardente visitata nel pomeriggio da circa 4 000 persone.

## Affluenza media spettatori
Il record di presenze è del 22 gennaio 1978 (Lanerossi Vicenza - Juventus) con 31 023 spettatori.
I dati di affluenza della media spettatori disponibili dal 1993 (e dal 2001 anche dei match con il massimo e il minimo di spettatori) ad oggi alle partite del Lr Vicenza sono i seguenti:
| Stagione | Media spettatori                              | Campionato                  | Partita con maggiore affluenza           | Partita con minore affluenza  |
| -------- | --------------------------------------------- | --------------------------- | ---------------------------------------- | ----------------------------- |
| 1993-94  | 10 366                                        | Serie B                     |                                          |                               |
| 1994-95  | 11 802                                        | Serie B                     |                                          |                               |
| 1995-96  | 16 696                                        | Serie A                     |                                          |                               |
| 1996-97  | 15 962                                        | Serie A                     |                                          |                               |
| 1997-98  | 17 004                                        | Serie A                     |                                          |                               |
| 1998-99  | 16 143                                        | Serie A                     |                                          |                               |
| 1999-00  | 12 129                                        | Serie B                     |                                          |                               |
| 2000-01  | 15 193                                        | Serie A                     |                                          |                               |
| 2001-02  | 8 536                                         | Serie B                     | Modena (12 633)                          | Crotone (7 329)               |
| 2002-03  | 6 399                                         | Serie B                     | Sampdoria (13 368)                       | Salernitana (3 607)           |
| 2003-04  | 7 170                                         | Serie B                     | Napoli (11 972)                          | Catania (1 895)               |
| 2004-05  | 7 544                                         | Serie B                     | Triestina (12 309) (playout)             | Perugia (5 839)               |
| 2005-06  | 5 315                                         | Serie B                     | Rimini (8 818)                           | Pescara (4 075)               |
| 2006-07  | 5 704                                         | Serie B                     | Piacenza (8 058)                         | Arezzo (4 485)                |
| 2007-08  | 7 044                                         | Serie B                     | Ravenna (10 300)                         | AlbinoLeffe (5 659)           |
| 2008-09  | 7 390                                         | Serie B                     | Sassuolo (9 333)                         | Grosseto (6 402)              |
| 2009-10  | 7 322                                         | Serie B                     | Padova (10 576)                          | Salernitana (6 117)           |
| 2010-11  | 5 740                                         | Serie B                     | Torino (7 258)                           | Triestina (4 936)             |
| 2011-12  | 6 418                                         | Serie B                     | Empoli (10 640) (playout)                | Gubbio (4 945)                |
| 2012-13  | 6 931                                         | Serie B                     | Verona (9 578)                           | Cesena (5 409)                |
| 2013-14  | 5 095                                         | Lega Pro Prima Divisione A  | Pro Vercelli (6 117)                     | Virtus Entella (4 620)        |
| 2014-15  | Vicenza Calcio: 8 061 Real Vicenza: 193       | Serie B Lega Pro - Girone A | Pescara (12 122) (playoff) Bassano (467) | Spezia (3 509) Renate (68)    |
| 2015-16  | 7 680                                         | Serie B                     | Perugia (11 104)                         | Brescia (6 740)               |
| 2016-17  | 7 857                                         | Serie B                     | Verona (10 697)                          | Virtus Entella (6 249)        |
| 2017-18  | 6 731                                         | Serie C - Girone B          | Padova (11 510)                          | AlbinoLeffe (6 164)           |
| 2018-19  | 8 539                                         | Serie C - Girone B          | Triestina (9 542)                        | Rimini (7 546)                |
| 2019-20  | L.R. Vicenza: 9 016 Arzignano Valchiampo: 921 | Serie C - Girone B          | Padova (11 487) L.R. Vicenza (6 082)     | Fermana (8 253) Imolese (312) |
| 2020-21  | 640                                           | Serie B                     | Salernitana (818)                        | Pordenone (462)               |
| 2021-22  | 4 902                                         | Serie B                     | Cosenza (playout) (10 659)               | Frosinone (2 844)             |